# Cochlostoma hidalgoi
Cochlostoma hidalgoi е вид охлюв от семейство Diplommatinidae. Видът не е застрашен от изчезване.

## Разпространение
Разпространен е в Испания и Франция.

## Описание
Популацията на вида е стабилна.